# Anamorfóza (kartografie)

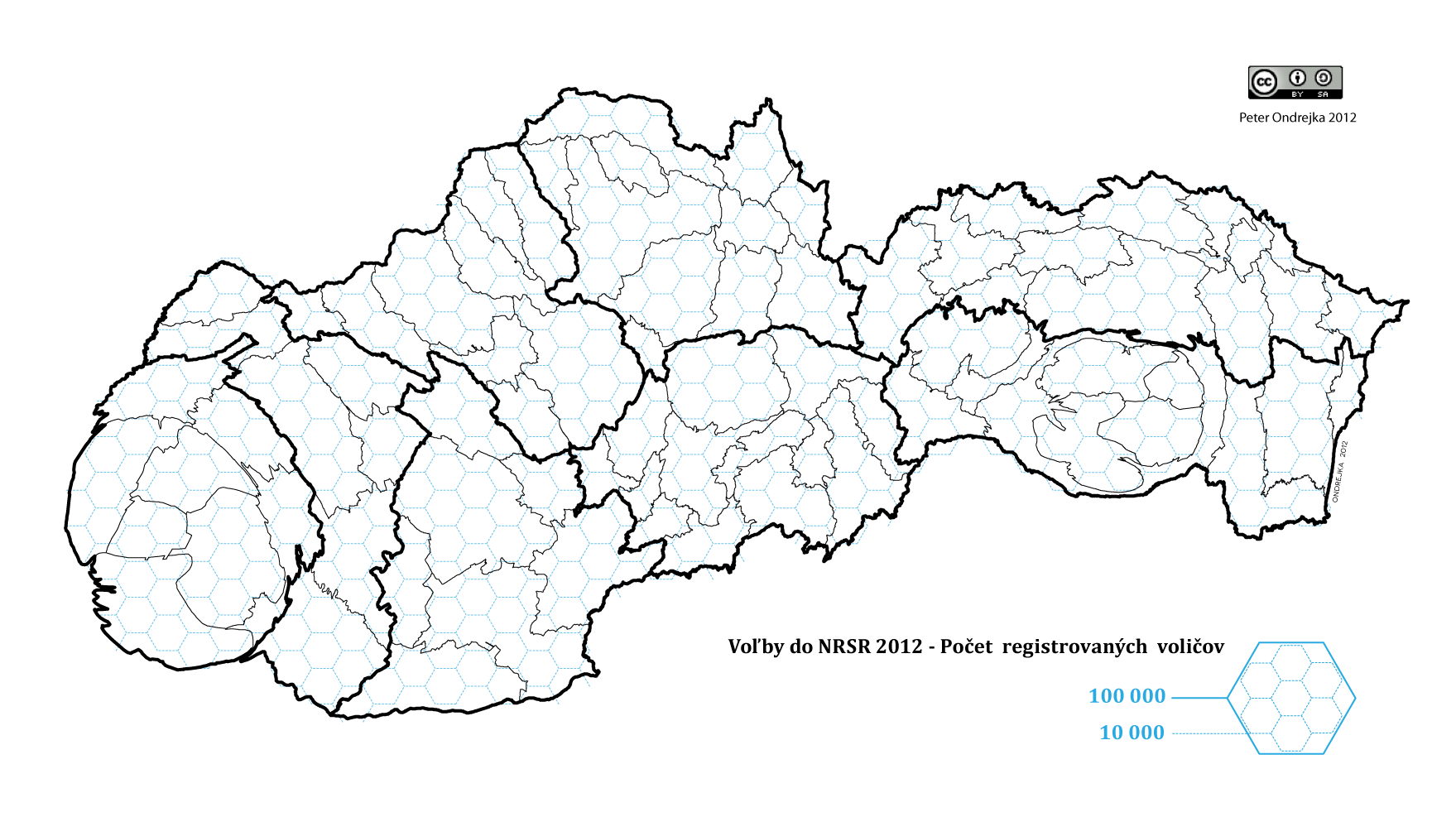
Anamorfovaná mapa (spojitá anamorfóza Gastner-Newmanovým algoritmem) vyjadřuje počet registrovaných voličů k parlamentním volbám v roce 2012 v okresech Slovenské republiky.

Anamorfóza je metoda používaná v tematické kartografii. Jde o přeměnu geometrické kostry mapy, která má za cíl výraznější vyjádření jejího tematického obsahu. Produktem je anamorfovaná mapa (někde též anamorfická mapa nebo anamorf).
Anamorfózou mapy se ztrácí přesný polohopis; ten je příslušně upraven tak, aby:
- mapa byla lépe čitelná,
- byla zvýšena atraktivita mapy nebo
- byl uvolněn prostor pro znázornění jiných dat.

Angličtina používá pro označení anamorfické mapy termín cartogram, který je možné si splést s termínem kartogram používaným v češtině (anglicky choropleth map).
Anamorfované mapy můžeme dělit podle toho, zda transformace proběhla rovnoměrně na celém povrchu mapy (tehdy jde o plošné anamorfózy), nebo zda transformace vychází z určitého centra (radiální anamorfóza). Radiální anamorfózy dělíme na matematické (deformace je výsledkem matematické projekce) a geografické (deformace vychází z povahy zobrazovaného jevu, např. doba přepravy). Plošné anamorfózy dělíme podle kritérií prostorové spojitosti, zachování prostorových vztahů (topologie) a zachování tvaru zobrazovaných celků.

## Radiální anamorfózy
Matematické radiální anamorfózy jsou koncentricky sestrojená zobrazení, které mění měřítko mapy. Často využívají logaritmické nebo hyperbolické funkce, tyto anamorfózy můžeme přirovnat k lupě nebo k objektivu rybí oko. Využití radiálních anamorfóz je poměrně omezené, posloužit mohou k přehlednějšímu zobrazení koncentrovaných jevů.
Geografické radiální anamorfózy deformují prostor na základě určité metriky, může jít o čas, cenu dopravy či jiný ukazatel. Jsou dobře využitelné při hodnocení dopravní dostupnosti, provázanosti centra se zázemím či k vymezování regionů.

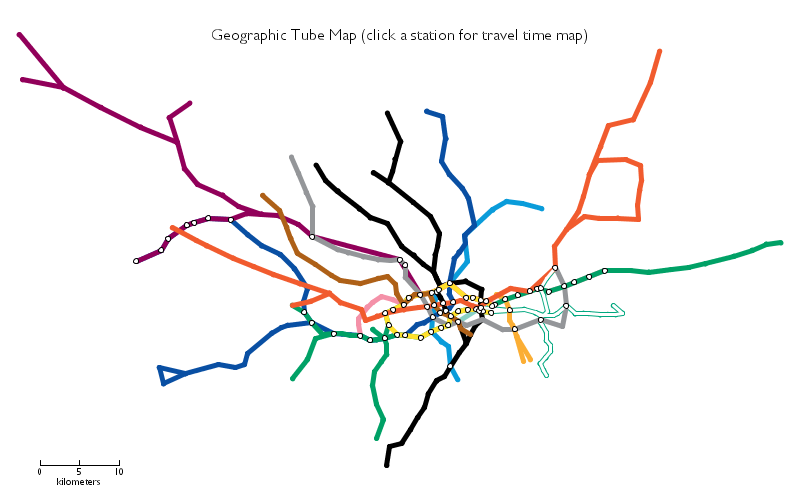
Prostorově věrný plán tras a stanic londýnskeho metra
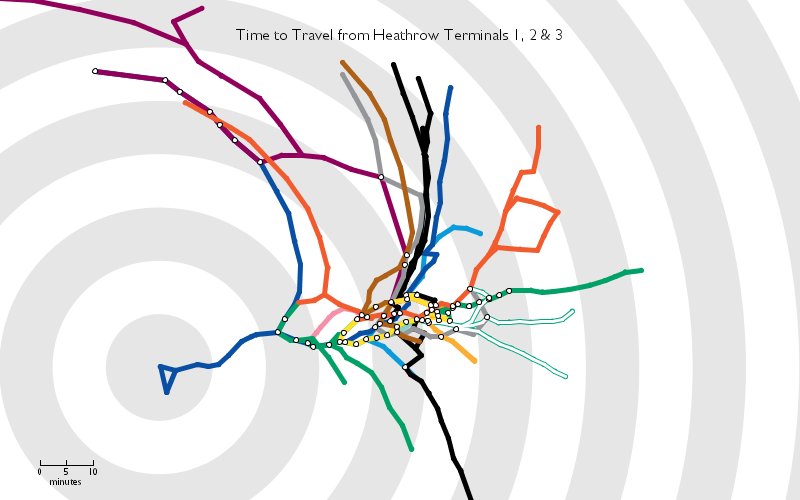
Geografická radiální anamorfóza – stanice jsou přeskupené podle časové vzdálenosti od letiště Heathrow
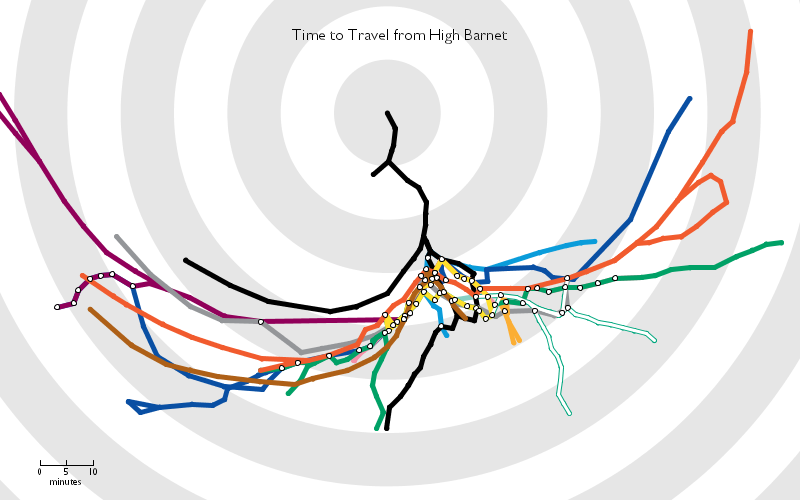
Centrem této radiální anamorfózy je stanice High Barnet. Koncentrické kruhy vyjadřují časový odstup od centrálního bodu.

## Plošné anamorfózy
Spojité plošné anamorfózy matematicky transformují klasické kartografické zobrazení, přičemž zachovávají původní návaznost regionů (proto spojité). Dochází ale k výraznému tvarovému zkreslení, které ztěžuje identifikaci regionů. Jde o nejstarší a v současnosti nejpoužívanější anamorfózy, první algoritmus navrhl v roce 1970 Waldo R. Tobler. Nejefektivnějším je Gastner-Newmanův algoritmus, který využívá volně dostupný nástroj ScapeToad.
Projekční metoda zmenšuje jednotlivé regiony tak, aby jejich relativní velikost odpovídala rozložení mapovaného jevu. Zachovává se tak tvar prostorových jednotek, avšak dochází k porušení jejich návaznosti, jde proto o nespojitou anamorfózu.
Dorlingovy anamorfózy nahrazují přesný tvar regionů kruhy, které jsou rozmístěny tak, aby co nejpřesněji imitovaly sousedství oblastí. Metodu vyvinul Danny Dorling v roce 1996.
Obdélníkové anamorfózy vycházejí z dělení plochy na obdélníkové segmenty. Jde o spojitou anamorfózu – zachovávají se vztahy sousedství, tvar je ale výrazně pozměněn. Metoda se objevila již v 30. letech 20. století (autorem byl Erwin Raisz), v současnosti získala i algoritmickou verzi.
|  |  |  |

## Algoritmy
| Rok  | Autor                     | Název algoritmu                            | Typ anamorfózy       | zachování tvaru   |
| ---- | ------------------------- | ------------------------------------------ | -------------------- | ----------------- |
| 1973 | Tobler                    | Rubber map method                          | plošná spojitá       | částečné          |
| 1976 | Olson                     | Projector method                           | plošná nespojitá     | ne                |
| 1978 | Kadmon, Shlomi            | Polyfocal projection                       | radiální geografická |                   |
| 1984 | Selvin et al.             | DEMP (Radial Expansion) method             | plošná spojitá       | částečné          |
| 1985 | Dougenik et al.           | Rubber Sheet Distortion method             | plošná spojitá       | částečné          |
| 1986 | Tobler                    | Pseudo-Cartogram method                    | plošná spojitá       | částečné          |
| 1987 | Snyder                    | Magnifying glass azimuthal map projections | radiální geografická |                   |
| 1989 | Cauvin et al.             | Piezopleth maps                            | plošná spojitá       | částečné          |
| 1990 | Torguson                  | Interactive polygon zipping method         | plošná spojitá       | částečné          |
| 1990 | Dorling                   | Cellular Automata Machine method           | plošná spojitá       | částečné          |
| 1993 | Gusein-Zade, Tikuniev     | Line Integral method                       | plošná spojitá       | částečné          |
| 1996 | Dorling                   | Circular cartogram                         | plošná nespojitá     | ne (kruhy)        |
| 1997 | Sarkar, Brown             | Graphical fisheye views                    | radiální geografická |                   |
| 1997 | Edelsbrunner, Waupotitsch | Combinatorial-based approach               | plošná spojitá       | částečné          |
| 1998 | Kocmoud, House            | Constraint-based approach                  | plošná spojitá       | částečné          |
| 2003 | Keim, nierth, Panse       | Cartodraw                                  | plošná spojitá       | částečné          |
| 2003 | Keim, nierth, Panse       | HistoScale                                 | plošná spojitá       | částečné          |
| 2004 | Gastner, Newman           | Diffusion-based method                     | plošná spojitá       | částečné          |
| 2004 | Sluga                     | Lastna tehnika za izdelavo anamorfoz       | plošná spojitá       | částečné          |
| 2004 | Helimann, Keim et al.     | RecMap                                     | plošná spojitá       | ne (čtyřúhelníky) |
| 2005 | Keim, nierth, Panse       | Medial-axis-based cartograms               | plošná spojitá       | částečné          |
| 2007 | van Kreveld, Speckmann    | Rectangular Cartogram                      | plošná spojitá       | ne (čtyřúhelníky) |